# 西皮
西皮，中國戲曲的唱腔之一，又稱“襄陽腔”或“北路”。明末清初，盛行於武漢一帶。因為湖北人稱唱詞為「皮」，他們把陝西傳來的的腔調稱為「西皮」。
西皮的京胡定弦為（la～mi）弦。西皮主要來表現輕鬆愉快、活潑、激昂的情感。西皮、二黄在京劇、漢戲、粵劇、徽劇被合稱皮黄。